# Гойнинген-Гюне
Гойнинген-Гюне (Hoyningen-Huene) — прибалтийский баронский род.
Родоначальник его, Йост Гойнинген-Гюне, переселился в Лифляндию из графства Маркского в Вестфалии во 2-й половине XV в. и убит в 1480 г. в сражении с русскими. Его сын Иоанн переселился в Курляндию. Род фон-Гойнинген-Гюне внесён в матрикул Курляндского дворянства 17 октября 1620 года.
Позже род разделился на четыре ветви: одна — в Курляндии, две в Эстляндии и Лифляндии, одна на острове Эзеле. Из последней происходит барон Александр Фёдорович Гойнинген-Гюне, почётный опекун, управлявший одно время делами бывшего IV отделения Собственной Его Величества канцелярии.
Николай фон-Гойнинген-Гюне в официальных документах, начиная с 1858 года, именован бароном. Определением Прав. Сената, от 28 февраля 1862 года, за Курляндской дворянской фамилией фон-Гойнинген-Гюне, внесенной также в дворянский матрикул о. Эзель, признан баронский титул.
- Эдуард Фридрих Эбергард фон Гойнинген-Гюне (1779—1851), полковник артиллерии и эзельский ландрат, был женат на Анне Элеоноре фон Адеркас, дочери генерал-лейтенанта Г. А. фон Адеркаса. Его сыновья:
  - Гойнинген-Гюне, Александр Федорович (1824—1911) — барон, русский политический деятель второй половины XIX века, тайный советник,
  - Гойнинген-Гюне, Борис Федорович († 1899) — барон, тайный советник, сенатор.
  - Гойнинген-Гюне, Эмилий Федорович (1841—1917) — барон, действительный тайный советник, сенатор.
  - Гойнинген-Гюне, Оскар Федорович (1860—1918) — барон, отчим  Р. Ф. фон Унгерна.

- Гойнинген-Гюне, Георгий (1900—1968) — известный фотограф.
- Гине, Яков Егорович (Гойнинген-Гюне; 1769—1813) — русский генерал, участник войн против Наполеона.
- Гойнинген-Гюне, Карл (барон фон Hoiningen-Hüne, 1837—1900) — германский политический деятель.
- Хюне, Фридрих фон (1875–1969) — немецкий палеонтолог.